# 土樟
土樟（学名：Cinnamomum reticulatum），別名網脈桂、網脈樟，为樟科肉桂属下的一个种。

## 分佈
台灣特有種。恆春半島低海拔之叢林中，或生長於近海岸地區。恆春半島低海拔之叢林中，或生長於近海岸地區，如墾丁、鵝鑾鼻，老佛山等地均有其蹤跡。

## 型態特徵
莖：
樹高 3~7 公尺，樹皮灰褐色，樹枝短而粗壯，圓柱形。木材可作建材用。
葉：
葉多為對生，倒卵形，表面油亮光滑，長 4~6 公分，寬 1.5~3 公分，先端鈍圓，基部鈍，革質全緣，三出脈於表裏兩面皆隆起，葉柄光滑無毛。
花：
花小，淡黃綠色，3~5 枚腋生的聚繖花序，光滑無毛；小花梗長 0.2~0.4 公分，無毛，花被片 6 枚，3 枚在上，3 枚在下，彼此略微交疊，闊卵形，長 0.35 公分，寬 0.25 公分，外面光滑，內面有絨毛；完全雄蕊 9 枚，花絲具有粗毛茸，僅第三輪花絲的上部有腺體一對；退化雄蕊箭形，有絨毛，子房卵形，光滑無毛，花柱長 0.25 公分，無毛，在先端靠近柱頭處略膨大，柱頭盤狀。
果：
核果橢圓形，成熟時變藍黑色，長約 1 公分，直徑約 0.7 公分；殘存花被淺杯形，先端截形無鋸齒。

## 扩展阅读
- 維基物種上的相關：土樟